# Чешуйчатый щелкун
Чешуйчатый щелкун (лат. Lacon lepidopterus) — вид щелкунов из подсемейства Agrypninae.

## Распространение
Жук распространён в Европе. На территории бывшего СССР населяет юг лесной зоны и лесостепь европейской части, Карпаты и Кавказ.

## Описание

### Проволочник
Проволочник в длину достигает до 28 мм. Задняя лопасть лобной пластинки в вершинной трети резко усечена и пальцевидно оттянута. Голова с боков слабо приподнята. Диск площадки каудального сегмента имеет только две пары хорошо развитых щетинок. Вырезка каудального сегмента чуть меньше чем в два раза шире толщины урогомф. Урогомфы, внутренние и внешние, приблизительно равной длины.